# Fotografie v Koreji
Fotografie v Koreji je součástí historie země. Podobně jako v ostatních státech, byl vývoj techniky, řemesla a umění fotografie mimo jiné důsledkem změny technologie, zlepšování ekonomických a politických podmínek a míry uznání fotografie jako svéprávné formy umění. Fotografie se v Koreji vyvíjela za spoluúčasti a zájmu od počátků tohoto umění ve světě fotografie až do dnešních dní. 

## Historie
Praktické fotografování bylo zpožděno až do konce 19. století, protože politika dynastie Čoson zakazovala kontakt s cizinci. Podle záznamů byli Korejci poprvé vyfotografováni v roce 1863, dva korejští diplomaté vyslaní do Číny, ale fotografie se nedochovala. V 60. a 70. letech 19. století působilo v zemi několik zahraničních fotografů, jako byl například britský dokumentarista Felice Beato. V roce 1871 Beato nastoupil na loďstvo Spojených států vyslané jako expedice na Koreu, a fotografoval bitvu na ostrově Ganghwa.
Na konci 19. století se objevili někteří korejští fotografové. Prvním profesionálním fotografem v Koreji byl Kim Yong-Won, který otevřel vlastní fotografické studio v roce 1883. Kim, který odcestoval do Japonska, se fotografii učil od japonského fotografa Honda Shunnosuke.  V roce 1884 otevřeli vlastní ateliéry Ji Un-Young a Hwang Chul, kteří studovali fotografii také v Japonsku. I přes aktivity těchto průkopnických fotografických ateliérů se však v Koreji fotografii nedařilo.
Od roku 1910 Japonsko kolonizovalo Koreu a během této doby se japonští fotografové v Koreji stali velmi aktivními. Na druhé straně bylo v roce 1926 založeno sdružení fotografů Kyong-sung (京城 写真 師 会). Během 30. let se objevilo mnoho korejských amatérských fotografů, kteří založili „70 amatérských fotografických klubů s až 1000 členy“. Japonská vláda korejské fotografické aktivity během druhé světové války hodně omezila. 
Po druhé světové válce vznikl v roce 1945 spolek amatérských fotografů Chosun Photo Art Study Group (Choson Sajin Yesul Yonguhui). Umělecká fotografie byla v tomto období mezi amatérskými fotografy dominantní tendencí.

## Jižní Korea
V šedesátých letech 20. století, po korejské válce, se začala objevovat fotožurnalistika a komerční fotografie.
Během sedmdesátých let se fotografie v Jižní Koreji stala velmi populární a mezi Korejci je stále (2019) velmi oblíbená. V roce 1981 byla založena Korejská rada profesorů fotografie a následující rok byla založena Korejská fotografická vzdělávací společnost.

## Organizace
- 陸命心 (Katedra fotografie, Soulský institut umění, 서울예술대학)
- Korejské muzeum fotoaparátů

## Známé fotografie

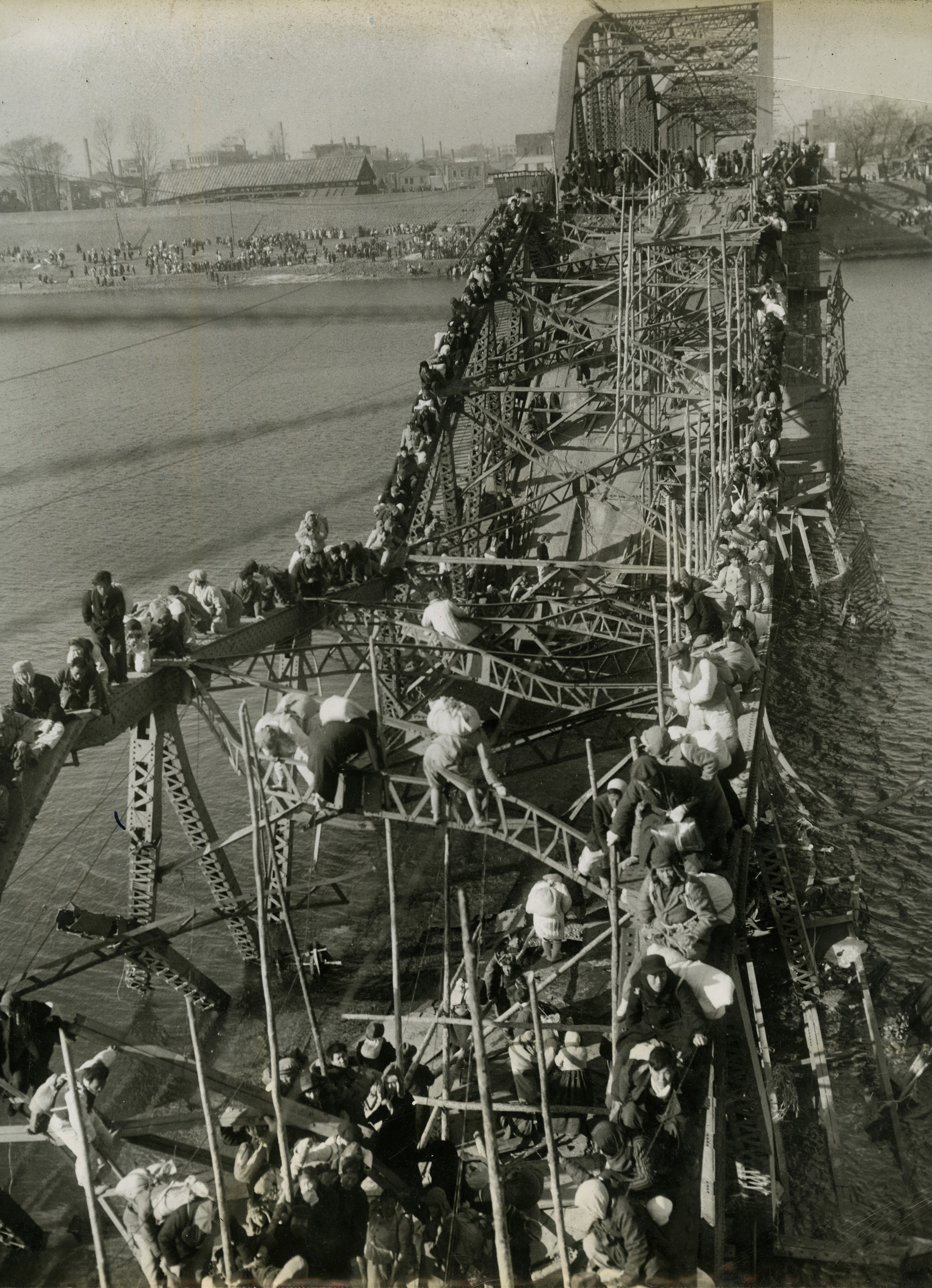
Max Desfor z agentury Associated Press získal v roce 1951 ocenění Pulitzer Prize for Photography za fotografickou dokumentaci Korejské války, zvláště za snímek Útěk uprchlíků přes rozbitý most v Koreji.